# ديفيد أرورا
ديفيد أرورا (بالإنجليزية: David Arora)‏ كاتب وعالم أمريكي ولد في 23 أكتوبر، 1953، الهند، مختص في علم الفطريات والتاريخ الطبيعي.